# Leichtathletik-Weltmeisterschaften 2009/Weitsprung der Frauen

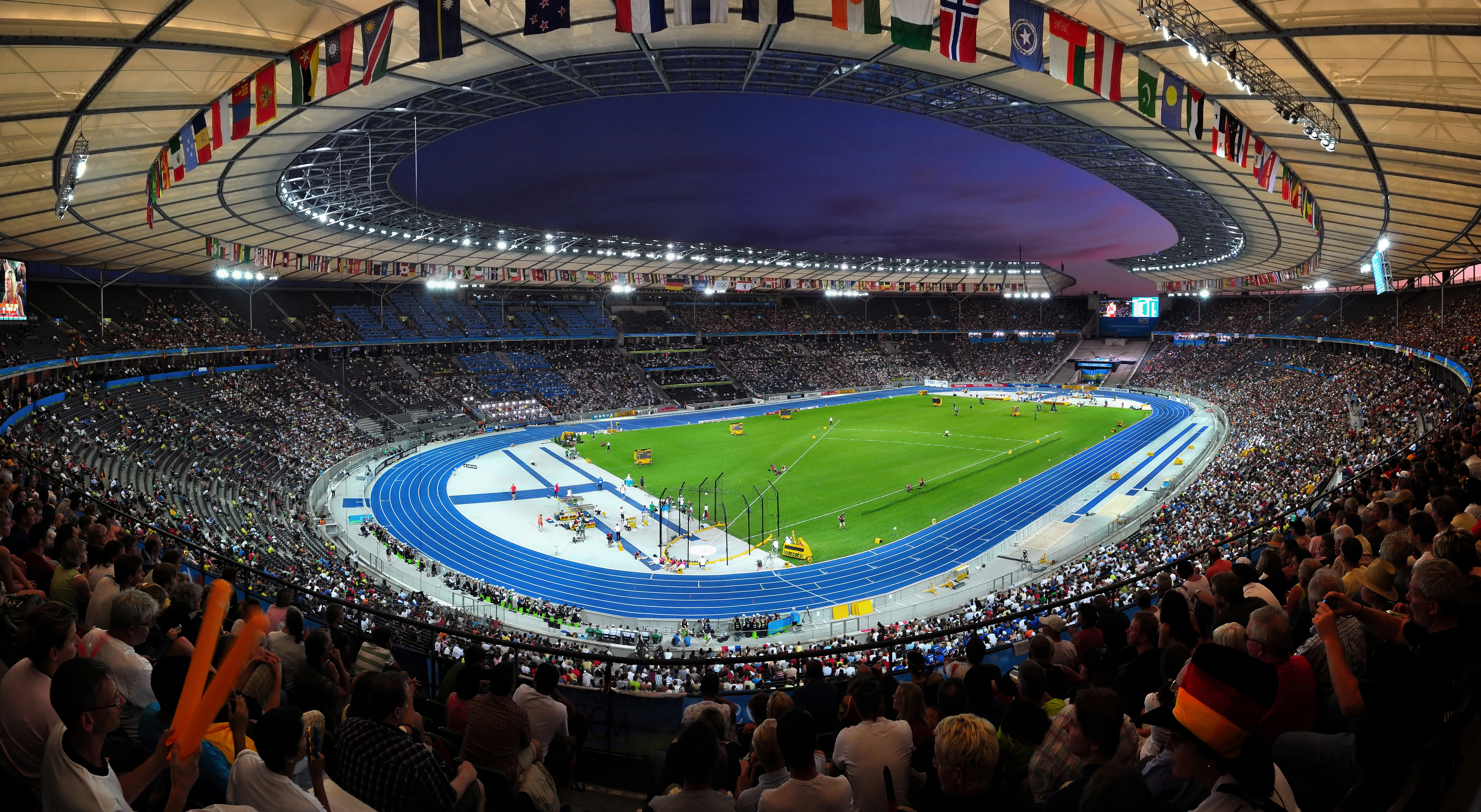
Das Berliner Olympiastadion während der Leichtathletik-Weltmeisterschaften

Der Weitsprung der Frauen bei den Leichtathletik-Weltmeisterschaften 2009 wurde am 21. und 23. August 2009 im Olympiastadion der deutschen Hauptstadt Berlin ausgetragen.
Weltmeisterin wurde die US-Amerikanerin Brittney Reese. Sie gewann vor der Türkin Karin Melis Mey. Bronze ging an die portugiesische Vizeeuropameisterin von 2006 Naide Gomes.

## Bestehende Rekorde
| Weltrekord | 7,52 m | Galina Tschistjakowa | Leningrad (heute St. Petersburg), Sowjetunion (heute Russland) | 11. Juni 1988     |
| WM-Rekord  | 7,36 m | Jackie Joyner-Kersee | WM 1987 in Rom, Italien                                        | 4. September 1987 |

Der bestehende WM-Rekord wurde bei diesen Weltmeisterschaften nicht eingestellt und nicht verbessert.
Es gab eine Weltjahresbestleistung und einen Landesrekord:
- Weltjahresbestleistung: 7,10 m – Brittney Reese (USA), Finale am 23. August
- Landesrekord: 6,71 m – Shara Proctor (Anguilla), Finale am 23. August

## Doping
Der zunächst zweitplatzierten Russin Tatjana Lebedewa wurde wie vielen anderen Sportlern bei Nachtests der Einsatz von Turinabol nachgewiesen. Auch in ihrem Fall dauerte es mehrere Jahre bis zur juristisch feststehenden Entscheidung. Ihre Silbermedaillen von den Olympischen Spielen 2008 im Weit- und Dreisprung sowie von den Weltmeisterschaften 2009 im Weitsprung musste sie schließlich zurückgeben. Auch ihr sechster Platz im Dreisprung von diesen Weltmeisterschaften wurde ihr aberkannt. Darüber hinaus hatte sie eine vierjährige Sperre hinzunehmen.
Es gab drei benachteiligte Athletinnen, betroffen waren Sportlerinnen im Medaillenbereich, im Finale und in der Qualifikation. Unter Zugrundelegung der tatsächlichen Ergebnisse waren dies im Einzelnen:
- Naide Gomes, Portugal – Sie erhielt ihre Bronzemedaille erst mit mehreren Jahren Verspätung, an der Siegerehrung konnte sie nicht teilnehmen.
- Brianna Glenn, USA – Ihr hätten im Finale als Achtplatzierter nach dem Vorkampf drei weitere Versuche zugestanden.
- Jelena Sokolowa, Russland – Sie wäre als Zwölftplatzierte nach der Qualifikation im Finale startberechtigt gewesen.

## Windbedingungen
Der erlaubte Grenzwert für die Windunterstützung liegt bei zwei Metern pro Sekunde. Bei stärkeren Werten wird die Weite für den Wettkampf gewertet, findet jedoch keinen Eingang in Rekord- und Bestenlisten.
Auf die Angabe der Windbedingungen zu den einzelnen Sprüngen muss hier außer für die jeweils beste Leistung der Athletinnen verzichtet werden, weil die Quellen hierzu ausnahmsweise keine Grundlage bieten. Bei der Zusammenstellung der einzelnen Versuche bei worldathletics.org ist offensichtlich alles Mögliche durcheinander geraten.

## Legende
Kurze Übersicht zur Bedeutung der Symbolik – so üblicherweise auch in sonstigen Veröffentlichungen verwendet:
| – | verzichtet |
| x | ungültig   |

## Qualifikation
21. August 2009, 18:00 Uhr
36 Teilnehmerinnen traten in zwei Gruppen zur Qualifikationsrunde an. Die Qualifikationsweite für den direkten Finaleinzug betrug 6,75 m. Drei Athletinnen übertrafen diese Marke (hellblau unterlegt). Das Finalfeld wurde mit den neun nächstplatzierten Sportlerinnen auf zwölf Springerinnen aufgefüllt (hellgrün unterlegt). So mussten schließlich 6,52 m für die Finalteilnahme erbracht werden.

### Gruppe A
| Platz | Name                  | Nation       | Resultat (m) Wind (m/s) | 1. Versuch (m) | 2. Versuch (m) | 3. Versuch (m) | Anmerkung                              |
| 1     | Naide Gomes           | Portugal     | 6,86 / +0,2             | 6,60           | 6,86           | –              |                                        |
| 2     | Maurren Higa Maggi    | Brasilien    | 6,68 / +0,3             | 6,68           | 6,58           | 6,30           |                                        |
| 3     | Nastassja Mirontschyk | Belarus      | 6,55 / −1,1             | 6,08           | 6,55           | 6,42           |                                        |
| 4     | Teresa Dobija         | Polen        | 6,55 / −0,1             | 6,55           | x              | x              |                                        |
| 5     | Brianna Glenn         | USA          | 6,53 / −0,9             | x              | x              | 6,53           |                                        |
| 6     | Shara Proctor         | Anguilla     | 6,52 / −0,3             | 6,43           | 6,52           | 6,47           |                                        |
| 7     | Jelena Sokolowa       | Russland     | 6,51 / −1,2             | 6,44           | 6,51           | 6,46           | eigentlich für das Finale qualifiziert |
| 8     | Jung Soon-ok          | Südkorea     | 6,49 / ±0,0             | 6,45           | 6,31           | 6,49           |                                        |
| 9     | Ruky Abdulai          | Kanada       | 6,45 / −1,7             | 6,45           | 6,37           | x              |                                        |
| 10    | Irina Meleschina      | Russland     | 6,39 / +0,1             | 6,39           | 6,14           | x              |                                        |
| 11    | Funmi Jimoh           | USA          | 6,34 / −0,8             | x              | x              | 6,34           |                                        |
| 12    | Bianca Kappler        | Deutschland  | 6,29 / +0,2             | 6,26           | 6,21           | 6,29           |                                        |
| 13    | Viktoriya Molchanova  | Ukraine      | 6,29 / +0,1             | 6,29           | 6,20           | x              |                                        |
| 14    | Ola Sesay             | Sierra Leone | 6,23 / −0,9             | 5,92           | 6,23           | 6,19           |                                        |
| 15    | Sachiko Masumi        | Japan        | 6,23 / +0,5             | 6,23           | 6,06           | 6,13           |                                        |
| 16    | Jana Velďáková        | Slowakei     | 6,16 / −0,9             | x              | 6,16           | x              |                                        |
| 17    | Sirkka-Liisa Kivine   | Estland      | 6,10 / −1,0             | x              | 5,92           | 6,10           |                                        |
| 18    | Nina Kolarič          | Slowenien    | 6,00 / −0,5             | x              | x              | 6,00           |                                        |

In Qualifikationsgruppe A ausgeschiedene Weitspringerinnen:

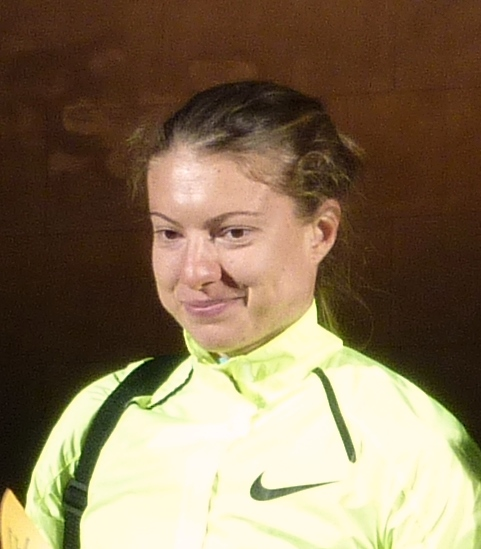
Jelena Sokolowa wäre mit ihren 6,51 m eigentlich im Finale startberechtigt gewesen
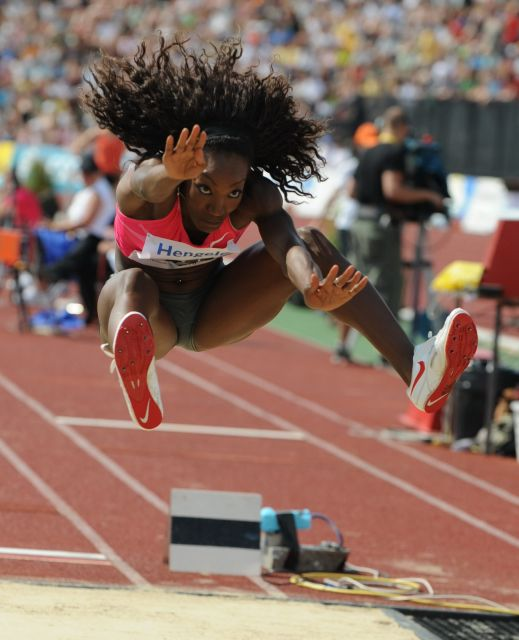
Funmi Jimoh Rang elf mit 6,34 m
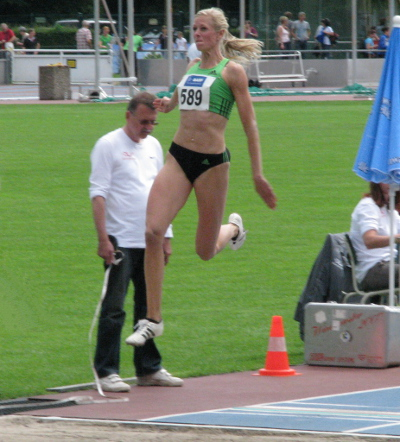
Bianca Kappler Rang zwölf mit 6,29 m
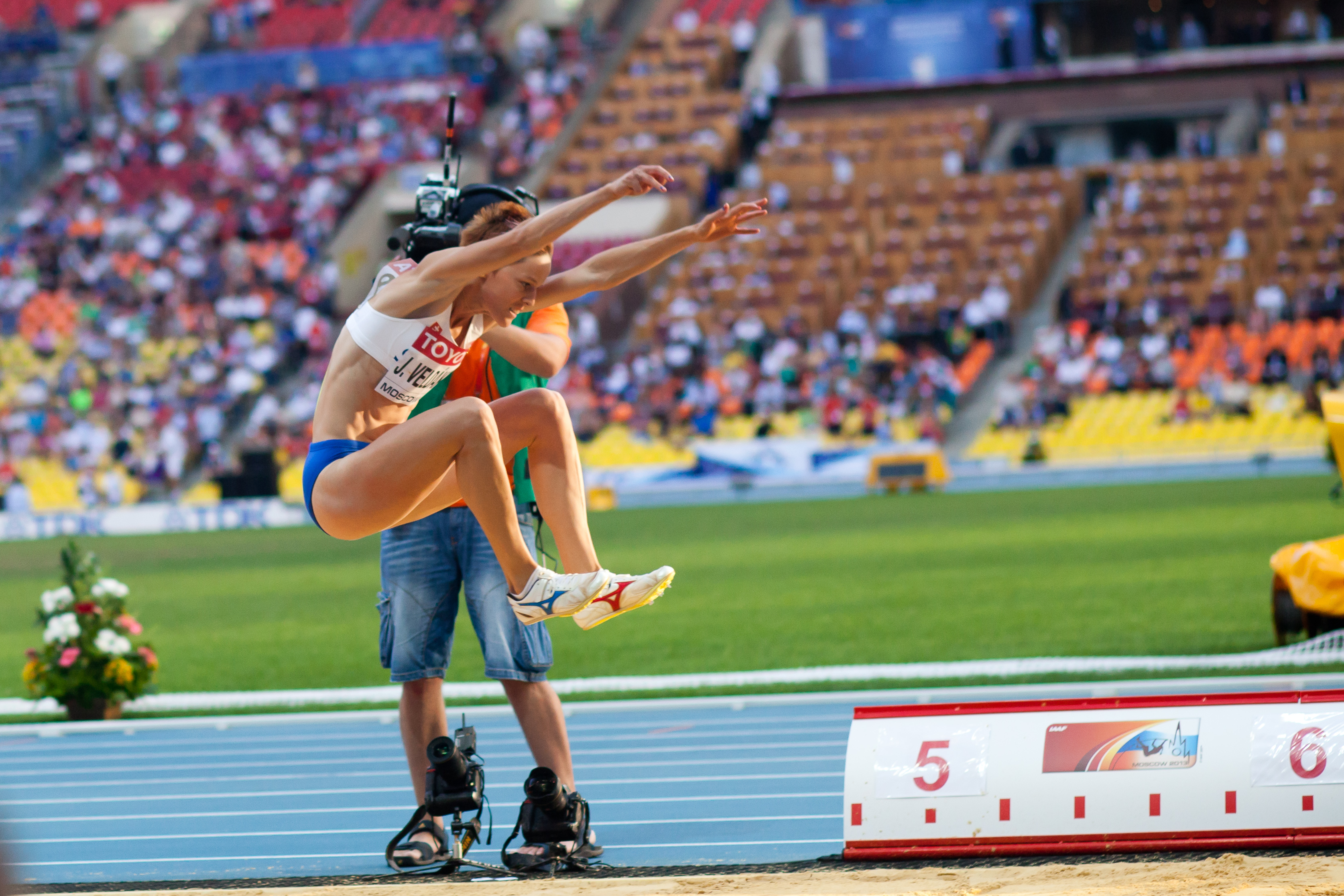
Jana Velďáková Rang sechzehn mit 6,16 m
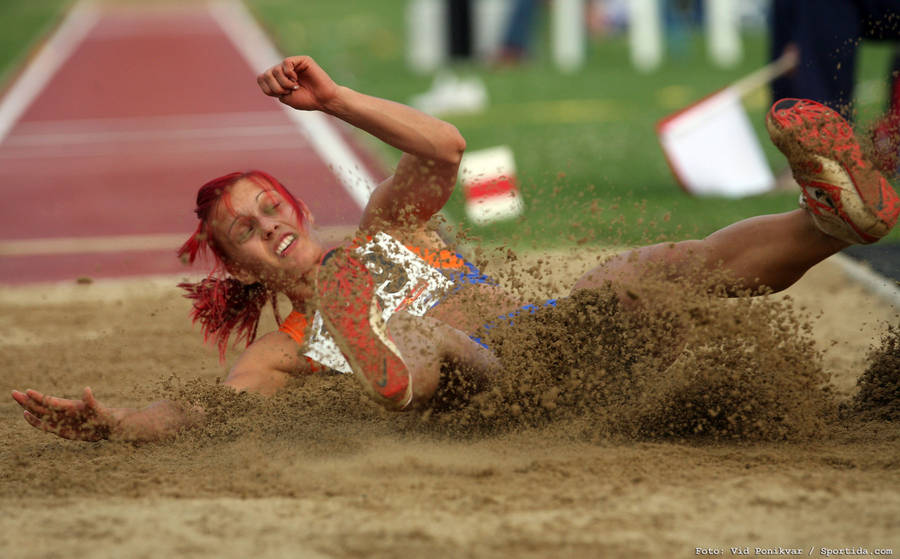
Nina Kolarič Rang achtzehn mit 6,00 m

### Gruppe B
| Platz | Name               | Nation      | Resultat (m) Wind (m/s) | 1. Versuch (m) | 2. Versuch (m) | 3. Versuch (m) | Anmerkung                 |
| 1     | Brittney Reese     | USA         | 6,78 / ±0,0             | 6,78           | –              | –              |                           |
| 2     | Olga Kutscherenko  | Russland    | 6,68 / ±0,0             | 6,68           | 6,65           | –              |                           |
| 3     | Karin Melis Mey    | Türkei      | 6,67 / −0,5             | 6,57           | 6,61           | 6,67           |                           |
| 4     | Keila Costa        | Brasilien   | 6,66 / −0,5             | 6,66           | x              | 6,55           |                           |
| 5     | Ksenija Balta      | Estland     | 6,59 / +0,4             | x              | 6,23           | 6,59           |                           |
| 6     | Jovanee Jarrett    | Jamaika     | 6,43 / +1,3             | 6,29           | 6,43           | 6,43           |                           |
| 7     | Wiktorija Rybalko  | Ukraine     | 6,40 / −0,6             | 6,40           | 6,18           | x              |                           |
| 8     | Éloyse Lesueur     | Frankreich  | 6,40 / +0,4             | 6,40           | 6,09           | 6,11           |                           |
| 9     | Natalija Dobrynska | Ukraine     | 6,38 / −0,7             | 6,32           | 6,38           | 6,36           |                           |
| 10    | Yarianny Argüelles | Portugal    | 6,32 / −0,8             | 6,15           | 5,97           | 6,32           |                           |
| 11    | Melanie Bauschke   | Deutschland | 6,32 / −0,7             | 6,32           | 6,13           | 6,14           |                           |
| 12    | Margrethe Renstrøm | Norwegen    | 6,31 / −0,1             | 6,31           | x              | 6,10           |                           |
| 13    | Marestella Torres  | Philippinen | 6,22 / −0,7             | 6,21           | 6,03           | 6,22           |                           |
| 14    | Janice Josephs     | Südafrika   | 6,22 / −0,1             | 6,22           | 5,75           | x              |                           |
| 15    | Beatrice Marscheck | Deutschland | 6,19 / −0,7             | 6,07           | x              | 6,19           |                           |
| 16    | Alice Falaiye      | Kanada      | 6,09 / −0,9             | 6,07           | 6,09           | x              |                           |
| 17    | Patricia Sylvester | Grenada     | 5,92 / +0,3             | 5,92           | 5,80           | x              |                           |
| DOP   | Tatjana Lebedewa   | Russland    | 6,76 / +0,1             | 6,76           | –              | –              | für das Finale zugelassen |
| DNS   | Blessing Okagbare  | Nigeria     |                         |                |                |                |                           |

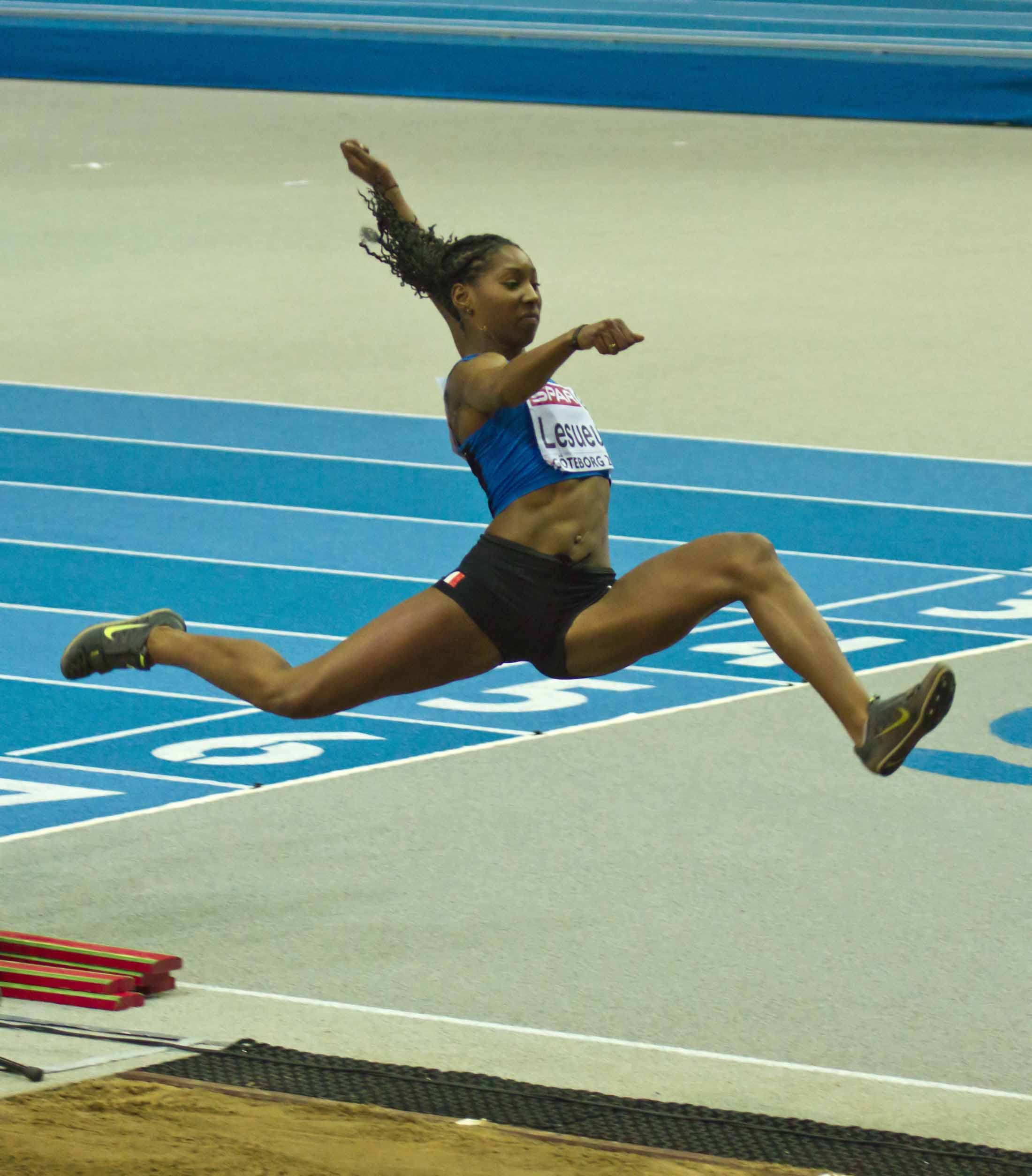
Éloyse Lesueur – ausgeschieden als Achte mit 6,40 m

In Qualifikationsgruppe B ausgeschiedene Weitspringerinnen:

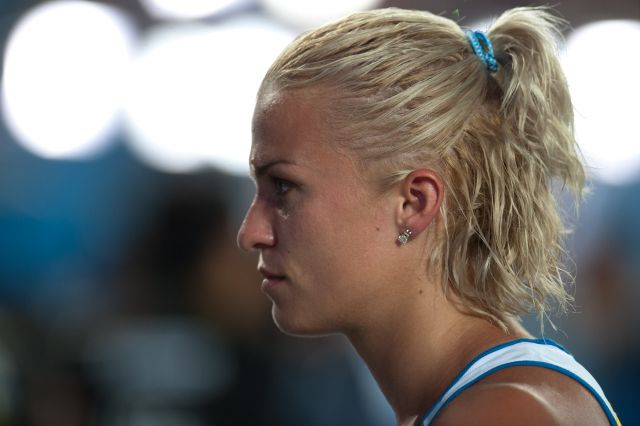
Natalija Dobrynska Rang neun mit 6,38 m
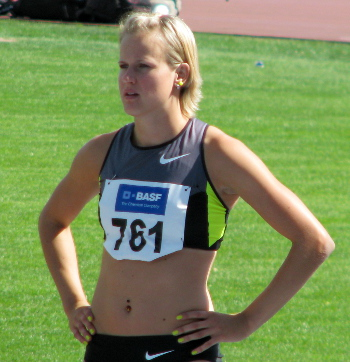
Melanie Bauschke Rang elf mit 6,32 m
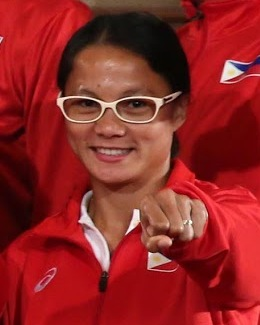
Marestella Torres Rang dreizehn mit 6,22 m
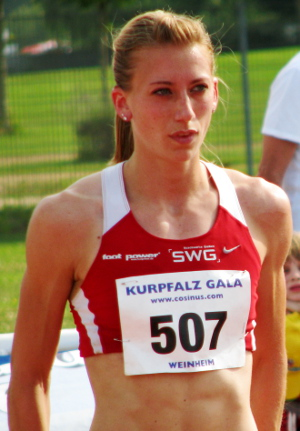
Beatrice Marscheck Rang fünfzehn mit 6,19 m
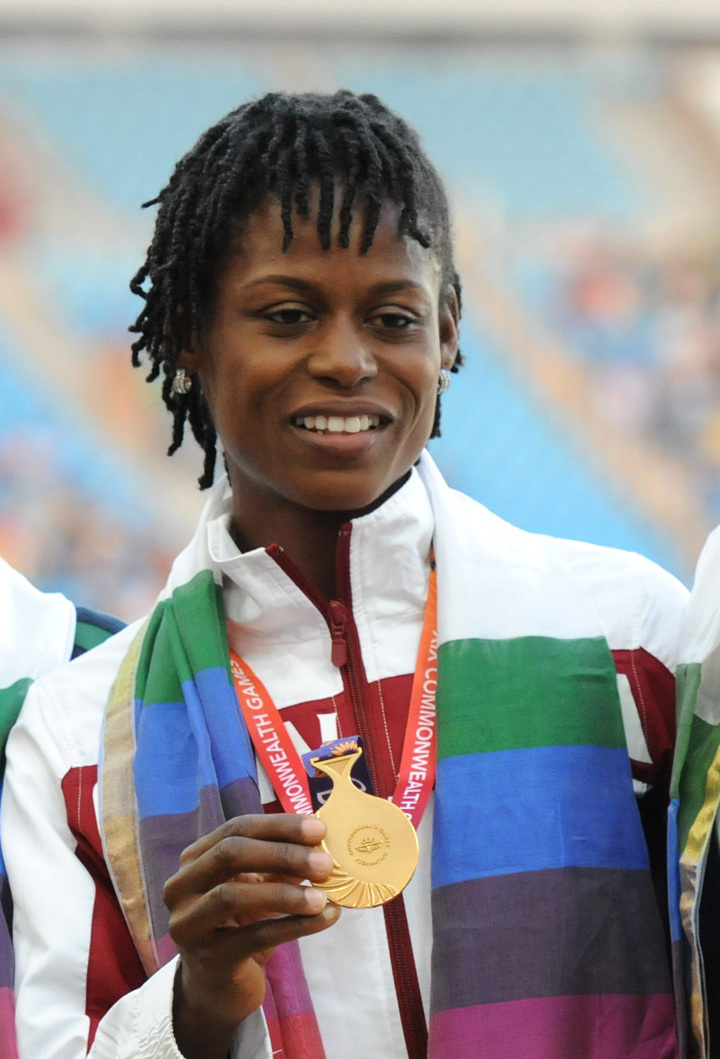
AliceFalaiye Rang sechzehn mit 6,09 m

## Finale
23. August 2009, 16:15 Uhr
| Platz | Name                  | Nation    | Resultat (m) Wind (m/s) | 1. Versuch (m) | 2. Versuch (m) | 3. Versuch (m) | 4. Versuch (m)                                  | 5. Versuch (m)                                  | 6. Versuch (m)                                  |
| 1     | Brittney Reese        | USA       | 7,10 / +1,0 WL          | 6,92           | 6,85           | 7,10           | x                                               | x                                               | x                                               |
| 2     | Karin Melis Mey       | Türkei    | 6,80 / +0,4             | 6,76           | x              | 6,80           | x                                               | x                                               | 6,49                                            |
| 3     | Naide Gomes           | Portugal  | 6,77 / +0,5             | 6,77           | x              | 6,52           | 6,68                                            | 6,69                                            | 6,68                                            |
| 4     | Olga Kutscherenko     | Russland  | 6,77 / +1,1             | x              | x              | 6,77           | 6,63                                            | x                                               | 6,68                                            |
| 5     | Shara Proctor         | Anguilla  | 6,71 / +1,2 NR          | x              | 6,56           | 6,71           | x                                               | x                                               | 6,40                                            |
| 6     | Maurren Higa Maggi    | Brasilien | 6,68 / +0,7             | 6,68           | x              | x              | 6,64                                            | –                                               | –                                               |
| 7     | Ksenija Balta         | Estland   | 6,62 / +0,3             | 6,62           | 6,52           | x              | 6,15                                            | 6,60                                            | 6,57                                            |
| 8     | Brianna Glenn         | USA       | 6,59 / −0,1             | x              | 6,59           | x              | eigentlich zu drei weiteren Sprüngen berechtigt | eigentlich zu drei weiteren Sprüngen berechtigt | eigentlich zu drei weiteren Sprüngen berechtigt |
| 9     | Teresa Dobija         | Polen     | 6,58 / +0,7             |                | 6,58           |                | nicht im Finale der besten acht Springerinnen   | nicht im Finale der besten acht Springerinnen   | nicht im Finale der besten acht Springerinnen   |
| 10    | Nastassja Mirontschyk | Belarus   | 6,29 / ±0,0             | x              | 6,29           | 6,51           | nicht im Finale der besten acht Springerinnen   | nicht im Finale der besten acht Springerinnen   | nicht im Finale der besten acht Springerinnen   |
| NM    | Keila Costa           | Brasilien | ogV                     | x              | x              | x              | nicht im Finale der besten acht Springerinnen   | nicht im Finale der besten acht Springerinnen   | nicht im Finale der besten acht Springerinnen   |
| DOP   | Tatjana Lebedewa      | Russland  | 6,97 / +1,0             | 6,78           | 6,97           | x              | x                                               | x                                               | x                                               |

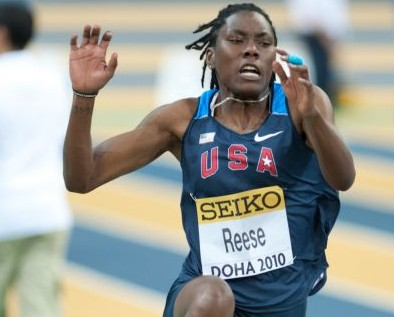
Weltmeisterin Brittney Reese
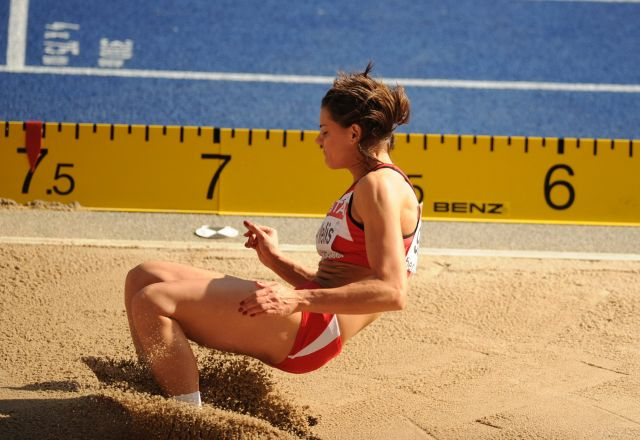
Vizeweltmeisterin Karin Melis Mey
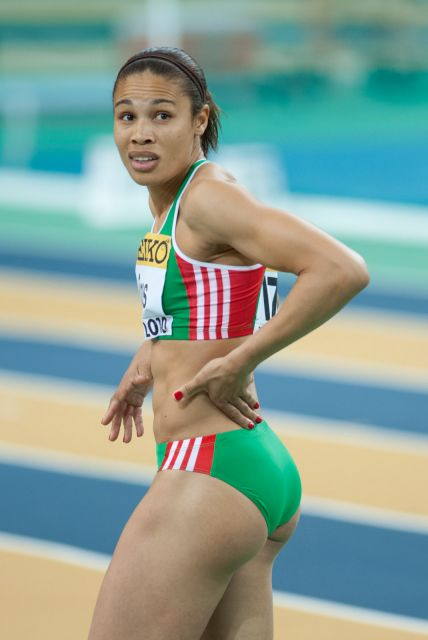
Naide Gomes. 2006 Vizeeuropameisterin, gewann Bronze

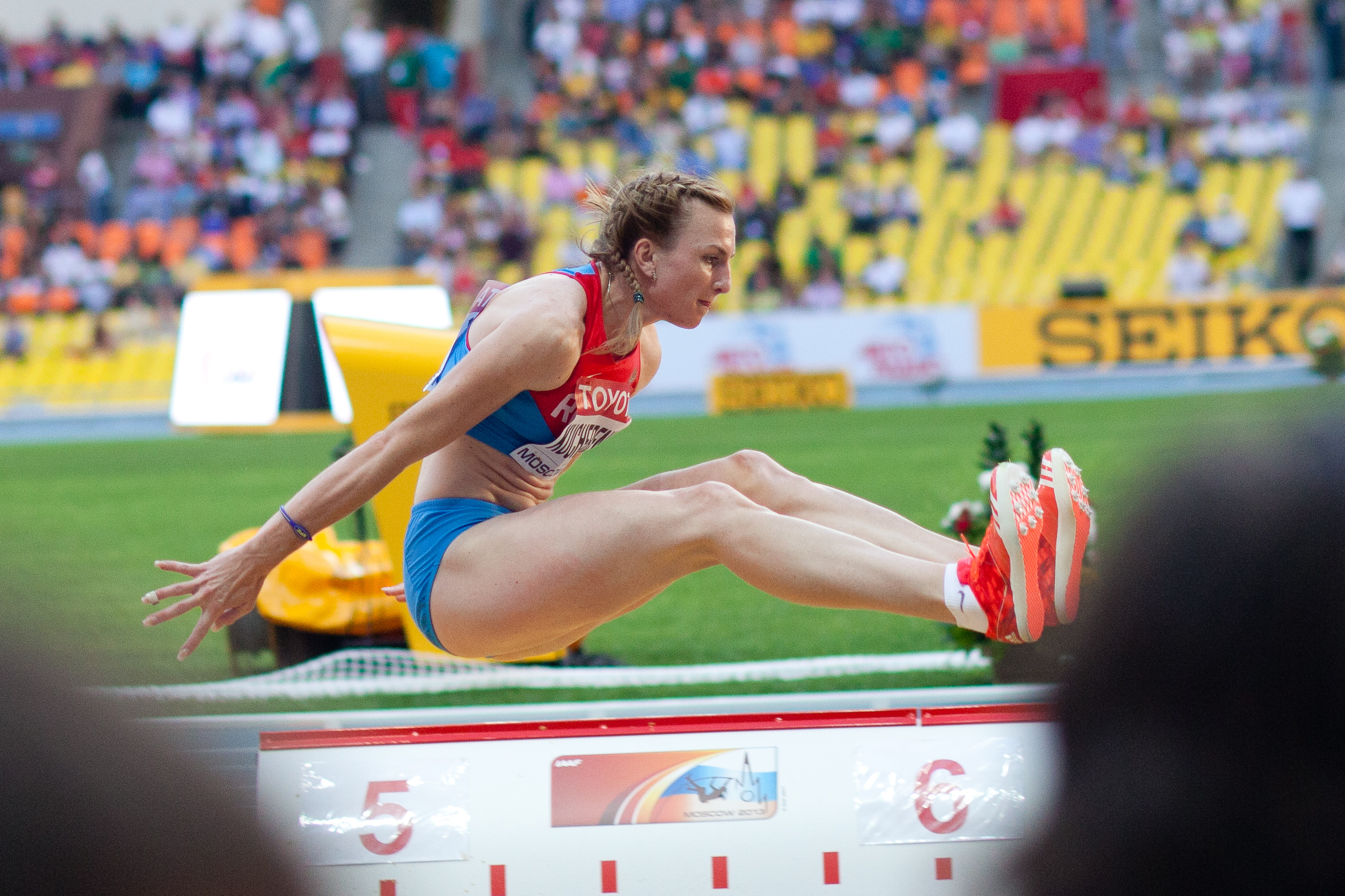
Rang vier für Olga Kutscherenko
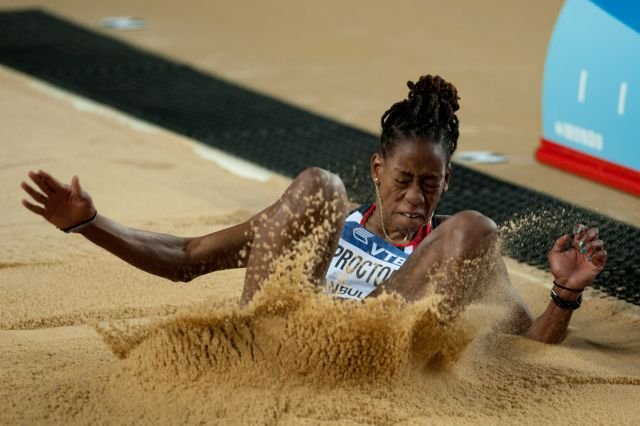
Shara Proctor erreichte mit neuem Landesrekord für Anguilla Platz fünf
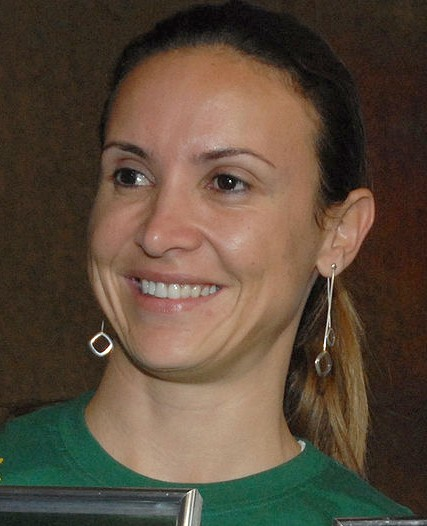
Maurren Higa Maggi belegte Rang sechs
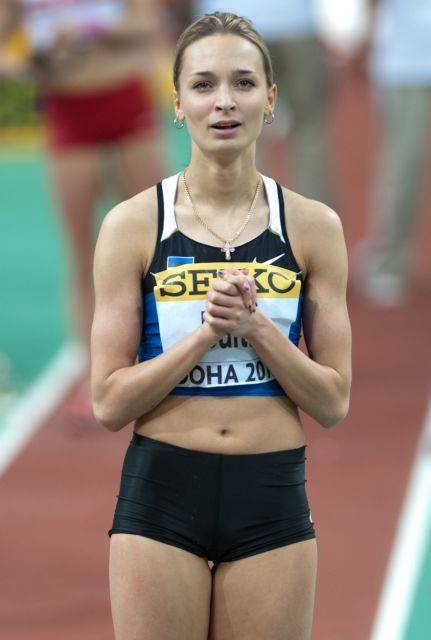
Ksenija Balta kam auf den siebten Platz
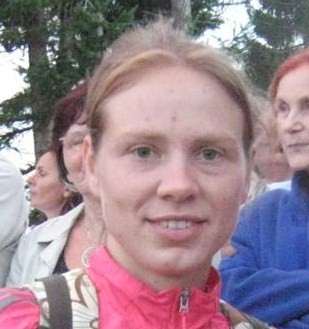
Teresa Dobija wurde Neunte
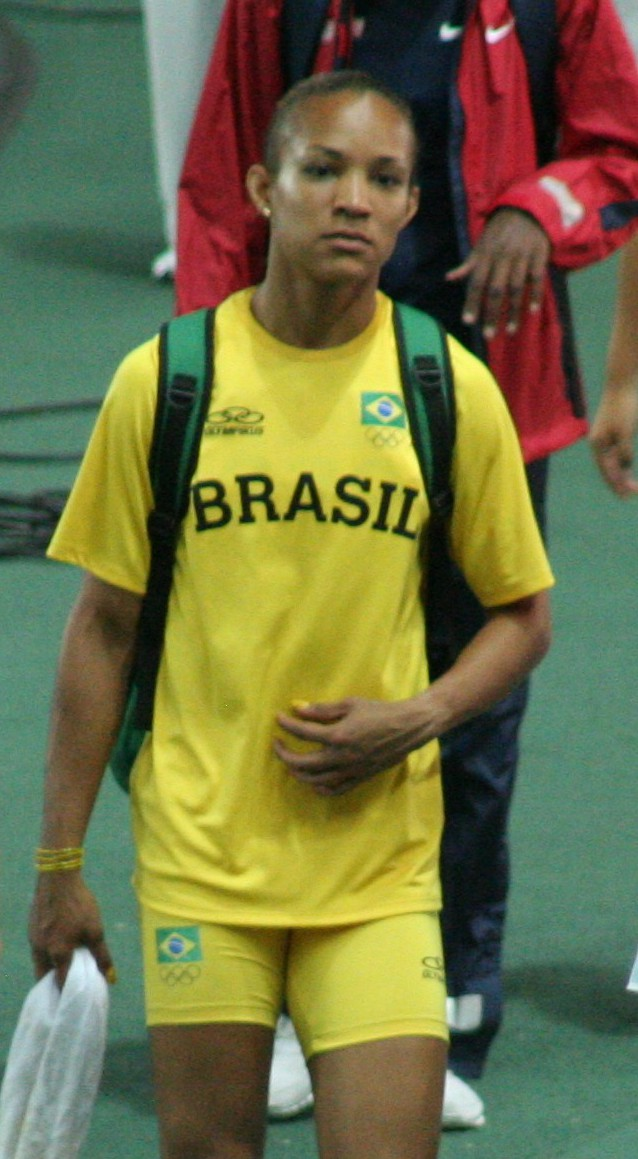
Keila Costa blieb im Finale ohne gültigen Sprung
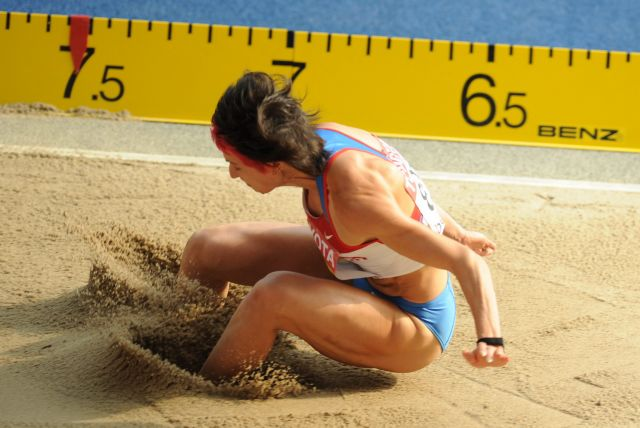
Dopingsünderin Tatjana Lebedewa